# Спортивний майданчик
Спорти́вний майда́нчик — це спеціалізований майданчик, що має спеціальне покриття (синтетичне, асфальто-бетонне, трав'яне, ґрунтове), розмітку для різних ігрових видів спорту та, необхідне обладнання. Розмітка майданчика повинна відповідати правилам затвердженим відповідними спортивними федераціями.
Спортивні майданчики можуть створюватися в різних місцях, залежно від потреб громади та типу майданчика. Найчастіше вони з’являються:
1. У житлових районах
  - Поруч із багатоквартирними будинками або приватними будинками для зручності мешканців.
  - На території нових житлових комплексів забудовники часто включають спортивні майданчики у проєкт.
2. У школах та навчальних закладах
  - Майданчики створюють для уроків фізкультури, тренувань і спортивних заходів.
  - Вони можуть бути універсальними (футбольні поля, баскетбольні або волейбольні майданчики) чи спеціалізованими (наприклад, для гімнастики).
3. У парках і зонах відпочинку
  - Це популярне місце для створення майданчиків, адже вони стають частиною громадського простору, де можуть займатися спортом як дорослі, так і діти.
4. Біля спортивних комплексів та стадіонів
  - Як додаткові локації для тренувань, розминки або занять для аматорів.
5. На територіях підприємств і установ
  - Багато компаній облаштовують спортивні майданчики для своїх працівників, щоб підтримувати їх фізичну активність.
6. У сільській місцевості
  - Майданчики створюють у межах державних програм розвитку сіл чи за ініціативи громад.
7. На місці занедбаних територій
  - У межах програм урбанізації або відновлення міських просторів старі занедбані ділянки перетворюють на сучасні спортивні об’єкти.
8. У рамках соціальних або благодійних ініціатив
  - Спонсорські організації або благодійні фонди фінансують будівництво спортивних майданчиків для громади.

### Хто ініціює створення?
- Місцева влада. У рамках муніципальних програм розвитку інфраструктури.
- Приватні забудовники. Зазвичай у новобудовах.
- Громадські організації та активісти. Через звернення до влади або участь у грантах.
- Державні програми. Наприклад, програми "Здорова Україна" або "Велике будівництво".
- Бізнес або спонсори. Для покращення іміджу або підтримки соціальних ініціатив.

Якщо вас цікавить конкретне місце чи місто, повідомте — я можу допомогти знайти більше інформації!

## Дитячий спортивний майданчик
Дитячий ігровий майданчик є дуже важливою складовою фізичного, психологічного і розумового розвитку дитини. Він допоможе дитині розвинути наявні навички, а батькам помітити таланти або просто схильність до певного виду спорту.
Дитячі майданчики необхідно облаштовувати комплексно. Зовнішній вигляд майданчика має бути в гармонії з довкіллям. Важливо, аби дитячий майданчик знаходився на видному місці, щоб дорослі в будь-який момент могли прийти на допомогу. Слід звернути увагу на вибір живоплоту. Він має бути не колючим та перебувати у гармонії з простором двору. Необхідно вірно обрати якісні матеріали для покриття дитячого майданчика. Звичайно, це газон, класичний пісок або дрібний гравій та нові матеріали, які надають справжній простір для фантазії. Це, наприклад, пластикові і спінені матеріали різних кольорів, з яких можна збирати цілу мозаїку. Сучасний дитячий майданчик також може включати елементи спортивного комплексу. Гра на такому майданчику дає силу, здоров'я, спритність, нарешті, це рух. Спортивний комплекс для дітей може включати кільця, дошки, шведські стінки, сходи, канати, мотузкову драбину, і навіть силові тренажери.
При озелененні та впорядкуванні дитячих майданчиків не можна використовувати рослини з отруйними квітами, плодами або листям, а також з шипами і колючками.